# Wereldkampioenschappen beachvolleybal 2019
De wereldkampioenschappen beachvolleybal 2019 werden van 28 juni tot en met 7 juli gehouden in de Duitse stad Hamburg. Het was de twaalfde editie van het door de FIVB georganiseerde toernooi en de tweede keer dat de kampioenschappen in Duitsland plaatsvinden; Berlijn was in 2005 de speelstad. De wedstrijden werden gespeeld in het tennisstadion Am Rothenbaum dat in 2017 en 2018 ook al plaats bood aan de World Tour Finals.

## Opzet
Aan het mannen- en het vrouwentoernooi deden elk 48 tweetallen mee, met in totaal dus 96 teams en 192 atleten. De 48 teams per toernooi waren in twaalf poules van vier verdeeld, waarbij de nummers één en twee van elke poule automatisch doorgingen naar de zestiende finale. De vier beste nummers drie waren eveneens direct door naar de zestiende finale, terwijl de overige acht een tussenronde speelden voor een plek bij de laatste 32. Vanaf de zestiende finale werd er gespeeld volgens het knock-outsysteem.
De kampioenschappen waren daarnaast een kwalificatietoernooi voor de Olympische Spelen in 2020 in Tokio. Alleen de winnaars behaalden een quotaplaats voor hun Nationaal Olympisch Comité en daarmee waren zij zelf nog niet verzekerd van deelname aan de Spelen.

## Medailles

### Medaillewinnaars

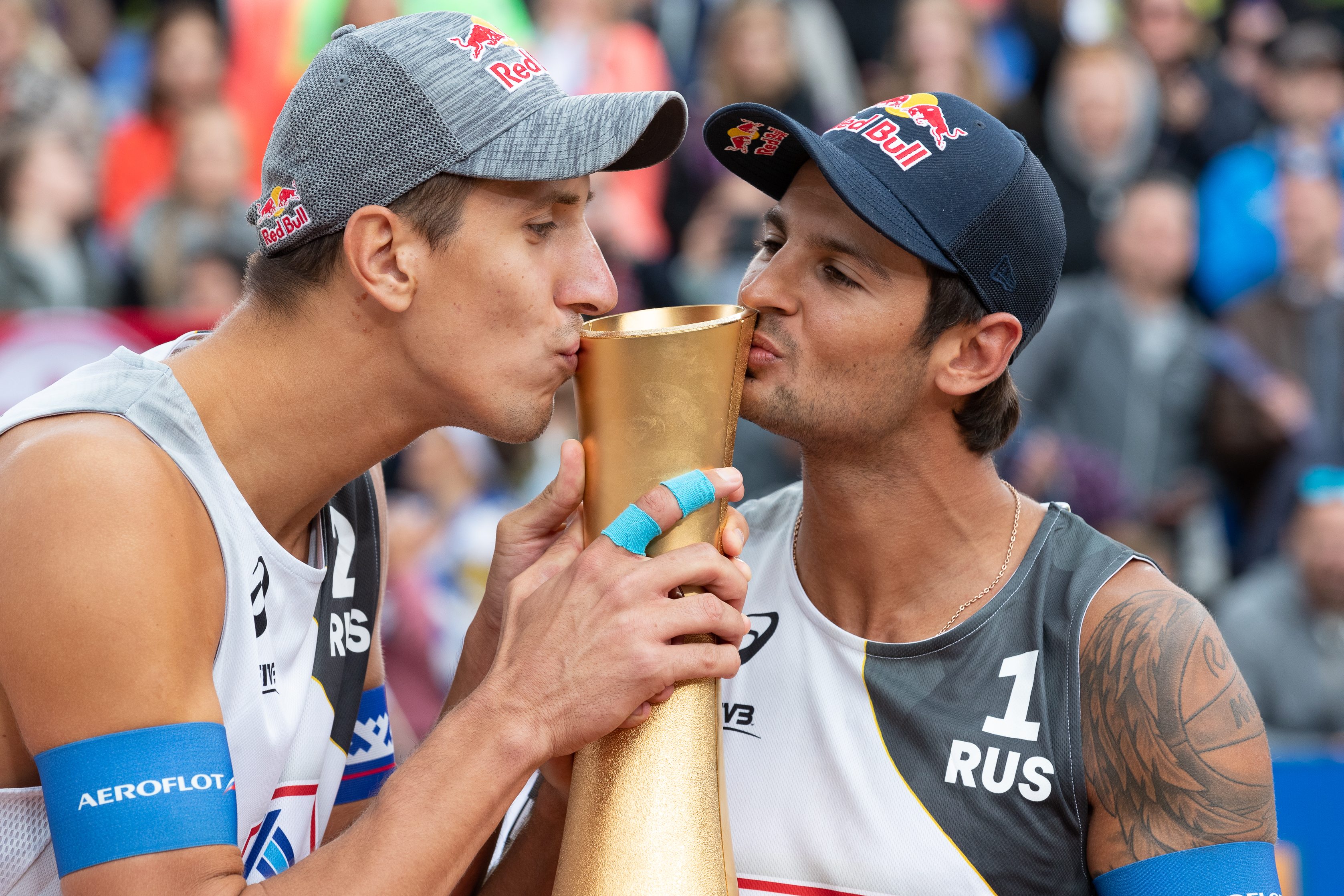
Stojanovski (links) en Krasilnikov (rechts) met de trofee

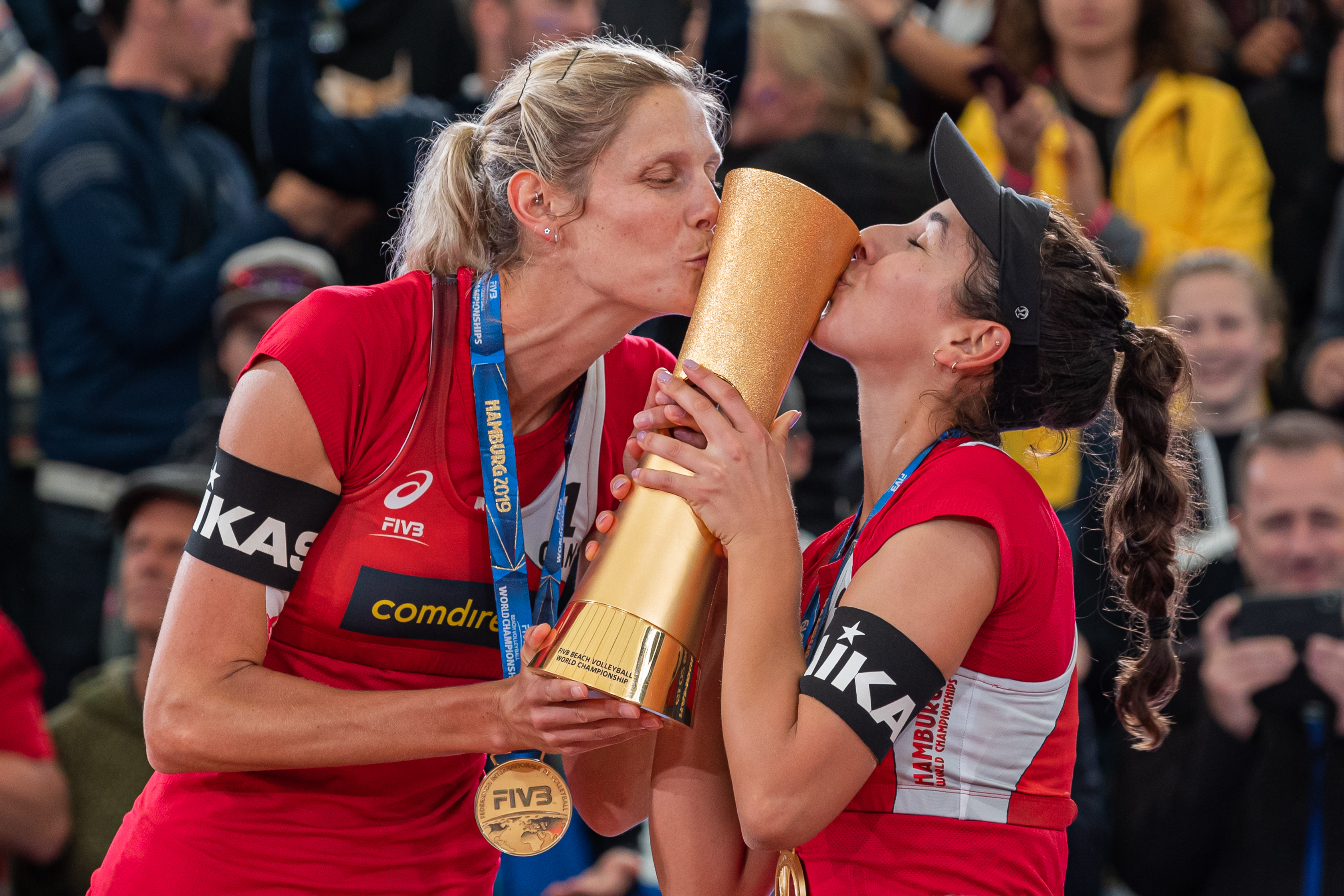
Pavan (links) en Humana-Paredes (rechts) met de trofee

| Onderdeel | Goud | Goud                                     | Zilver | Zilver                        | Brons | Brons                                    |
| --------- | ---- | ---------------------------------------- | ------ | ----------------------------- | ----- | ---------------------------------------- |
| Mannen    | RUS  | Oleg Stojanovski Vjatsjeslav Krasilnikov | GER    | Julius Thole Clemens Wickler  | NOR   | Anders Mol Christian Sørum               |
| Vrouwen   | CAN  | Sarah Pavan Melissa Humana-Paredes       | USA    | Alexandra Klineman April Ross | AUS   | Taliqua Clancy Mariafe Artacho del Solar |

### Medaillespiegel
| Plaats | Land             | Goud | Zilver | Brons | Totaal |
| 1      | Canada           | 1    | 0      | 0     | 1      |
| 1      | Rusland          | 1    | 0      | 0     | 1      |
| 2      | Duitsland        | 0    | 1      | 0     | 1      |
| 2      | Verenigde Staten | 0    | 1      | 0     | 1      |
| 3      | Australië        | 0    | 0      | 1     | 1      |
| 3      | Noorwegen        | 0    | 0      | 1     | 1      |
| Totaal | Totaal           | 2    | 2      | 2     | 6      |